# May Sayegh
May Sayegh o May Al-Sayegh (in arabo مي الصايغ‎?) (Gaza, 1940 – Amman, 5 febbraio 2023) è stata una poetessa, scrittrice e attivista palestinese, figura di spicco del femminismo palestinese.

## Biografia
Nata nel 1940 nella città di Gaza, all'epoca parte della Palestina sotto mandato britannico, la madre Hindi Farah era lei stessa una scrittrice e attivista palestinese.
Sayegh intraprese un percorso di studi, culminato in una laurea in filosofia e sociologia, presso l'Università del Cairo. Già nel 1954, a soli quattordici anni, ha assunto la guida della sezione femminile del Partito Ba'th, segnando così l'inizio del suo impegno politico e sociale.
Durante la Guerra dei sei giorni fuggì da Gaza per rifugiarsi a Beirut, dove trascorse gran parte della sua vita.

### Carriera e attivismo
La carriera di Sayegh è stata caratterizzata da un profondo impegno nella lotta per la liberazione del popolo palestinese e per i diritti delle donne. Dal 1976 al 1986, ha ricoperto la carica di segretaria generale dell'Unione Femminile dell'Organizzazione per la Liberazione della Palestina (PLO) ed è stata membro del Consiglio Nazionale Palestinese.
Sayegh fu una delle attiviste di spicco durante la Conferenza delle Donne delle Nazioni Unite del 1980 a Copenhagen, dove il suo discorso in favore della pace, dell'uguaglianza e dello sviluppo suscitò diversi echi di supporto.

### Vita privata
Sayegh è stata sposata con Abu Hatam, un funzionario dell'OLP. È scomparsa il 5 Febbraio 2023, all'età di 82 anni.

## Il pensiero politico

### Conflitto israelo-palestinese
Sayegh è stata conosciuta per le sue decise vedute anti-sioniste, affermando che l'obiettivo dei palestinesi fosse la liberazione della Palestina e che chiunque aspirasse a meno fosse un traditore. Ha espresso il suo attivismo anche attraverso la poesia, scrivendo commoventi versi sulle lotte delle donne nei campi profughi palestinesi. Le sue opere sono state pubblicate su importanti riviste arabe e ha partecipato a festival di poesia in tutto il mondo arabo.

### Diritti delle donne
May Sayegh si è distinta come fervente sostenitrice dei diritti delle donne all'interno della comunità palestinese, promuovendo una maggiore inclusione femminile nel Consiglio Nazionale Palestinese e nelle politiche decisionali. Ha contestato la segregazione di genere e la politica di Fatah che subordinava le donne agli uomini in base al genere, promuovendo l'uguaglianza di genere.

## Riconoscimenti
Nel corso della sua vita, Sayegh ha ricevuto numerosi riconoscimenti per il suo impegno, tra cui il premio Ana Betancourt, conferitole dal presidente cubano Fidel Castro negli anni '80. La sua vita e il suo lavoro sono stati inoltre celebrati nel documentario del 2001 "Storie da Gaza", diretto dalla regista libanese Arab Loutfi.